# Lliga Awami
La Lliga Awami és una organització política de tendència socialista fundada el 1949 per organitzar la protesta bengalí (llavors Pakistan Oriental abans de la divisió de 1971) en contra de la dominació dels panjabis en tots els nivells del poder polític i militar.
La principal reivindicació d'aleshores era l'autonomia de la part oriental del Pakistan. El seu programa es radicalitzà el 1966 quan Sheikh Mujibur Rahman, dirigent de la Lliga Awami, establí la divisió de dues parts, oriental i occidental, del Pakistan. Això fou seguit per la repressió severa duta a terme pel general pakistanès Ayub Khan.
Durant les eleccions lliures del 1970, la Lliga va aconseguir la victòria, però Yahya Khan, president de l'època, es va negar el triomf a les urnes i va enviar tropes per reprimir els separatistes bengalís. En 1971, Bangladesh (ex Pakistan Oriental), assistida per la Primera ministra de l'Índia Indira Gandhi, es convertí en un estat independent i fou liderada per la Lliga Awami, la primera força política nacional.
Després del seu alliberament, el 10 de gener de 1972, Sheikh Mujibur Rahman va assumir el càrrec de president provisional i, més tard, el de primer ministre. Fins i tot quan va ser adoptada una constitució que proclamava el socialisme i una democràcia aconfessional, Mujib va lluitar per enfrontar els desafiaments de la pobresa intensa i la desocupació, juntament amb una corrupció desenfrenada. Enmig d'una agitació popular en alça, va prohibir altres partits polítics i es va autoproclamar president vitalici el gener de 1975. Set mesos més tard, el 15 d'agost del 1975, Mujib va ser assassinat juntament amb la major part de la seva família, en un cop d'estat promogut per un grup d'oficials de l'exèrcit.
Després de viure exiliada a l'Índia, Sheikh Hasina, filla de Sheikh Mujibur Rahman, va tornar a Bangladesh en 1981 per liderar la Lliga Awami. En desembre de 1990, un aixecament de masses popular liderat per Khaleda Zia i Sheikh Hasina va destituir al dictador Hossain Mohammad Ershad, que havia arribat a la presidència després d'un cop d'estat el 1982.
Hasina va perdre les eleccions de 1991 davant Khaleda Zia. Com a líder de l'oposició, Hasina va acusar el Partit Nacionalista de Bangladesh (BNP) i va boicotejar el Parlament i les eleccions de febrer de 1992, que van ser seguides de manifestacions violentes i agitació política i finalment Zia va dimitir el 30 de març de 1996 en favor d'un govern provisional liderat per Muhammad Habibur Rahman, i Hasina es va convertir en primera ministra després d'unes noves eleccions convocades el juny de 1996. El país va començar a experimentar un creixement econòmic i una reducció de la pobresa, tot i que va romandre en agitació política fins a les eleccions de 2001 que va guanyar Zia amb un còmode avantatge amb 185 dels 283 diputats electes. Hasina havia estat la primera ministra de Bangladesh en acabar un mandat complet de cinc anys des de la independència el 1971.
El 2008 la Lliga Awami va liderar una gran aliança de partits que va guanyar les eleccions, obtenint dos terços dels escons del Parlament. A les eleccions generals de 2014 incrementà la majoria, amb el boicot de l'oposició. El resultat de les eleccions generals de Bangladesh de 2018 va ser una altra victòria contundent per a la Gran Aliança liderada per la Lliga Awami liderada per Sheikh Hasina. Les eleccions es van veure afectades per la violència i els polítics de l'oposició i la comunitat internacional van considerar que estaven manipulades.
Les eleccions generals de Bangladesh de 2024, boicotejades per l'oposició, van suposar una gran victòria per la Lliga Awami de Sheikh Hasina, però Hasina va dimitir i va abandonar Bangladesh en direcció a l'Índia el 5 d'agost de 2024 després de setmanes de protestes estudiantils i enfrontaments entre manifestants i policia que han provocat prop de 300 morts.
El govern provisional de Muhammad Yunus, nomenat després de la fugida de Hasina va prohibir el 10 de maig de 2025 totes les activitats de la Lliga Awami en virtut de la Llei antiterrorista fins que acabi el judici del partit i el seu lideratge pels successos de les protestes de Bangladesh de 2022-2024 al Tribunal Criminal Internacional.

## Resultats electorals

### Jatiya Sangsad
| Elecció        | Vots       | %      | Escons    | Govern   |
| -------------- | ---------- | ------ | --------- | -------- |
| 1973           | 13 798 717 | 73,2   | 293 / 300 | Govern   |
| 1979           | 4 734 277  | 24,5   | 39 / 300  | Oposició |
| 1986           | 7 462 157  | 26,2   | 76 / 300  | Oposició |
| 1988           | Boicot     | Boicot | 0 / 300   |          |
| 1991           | 10 259 866 | 30,1   | 88 / 300  | Oposició |
| Febrer de 1996 | Boicot     | Boicot | 0 / 300   |          |
| Juny de 1996   | 15 882 792 | 37,4   | 146 / 300 | Coalició |
| 2001           | 22 365 516 | 40,1   | 62 / 300  | Oposició |
| 2008           | 33 634 629 | 48,0   | 230 / 300 | Govern   |
| 2014           | 36 173 883 | 79,1   | 234 / 300 | Govern   |
| 2018           | 63 523 066 | 74,6   | 257 / 300 | Govern   |
| 2024           | ND         | 74.63% | 224 / 300 | Govern   |